# Snouck van Loosenfonds

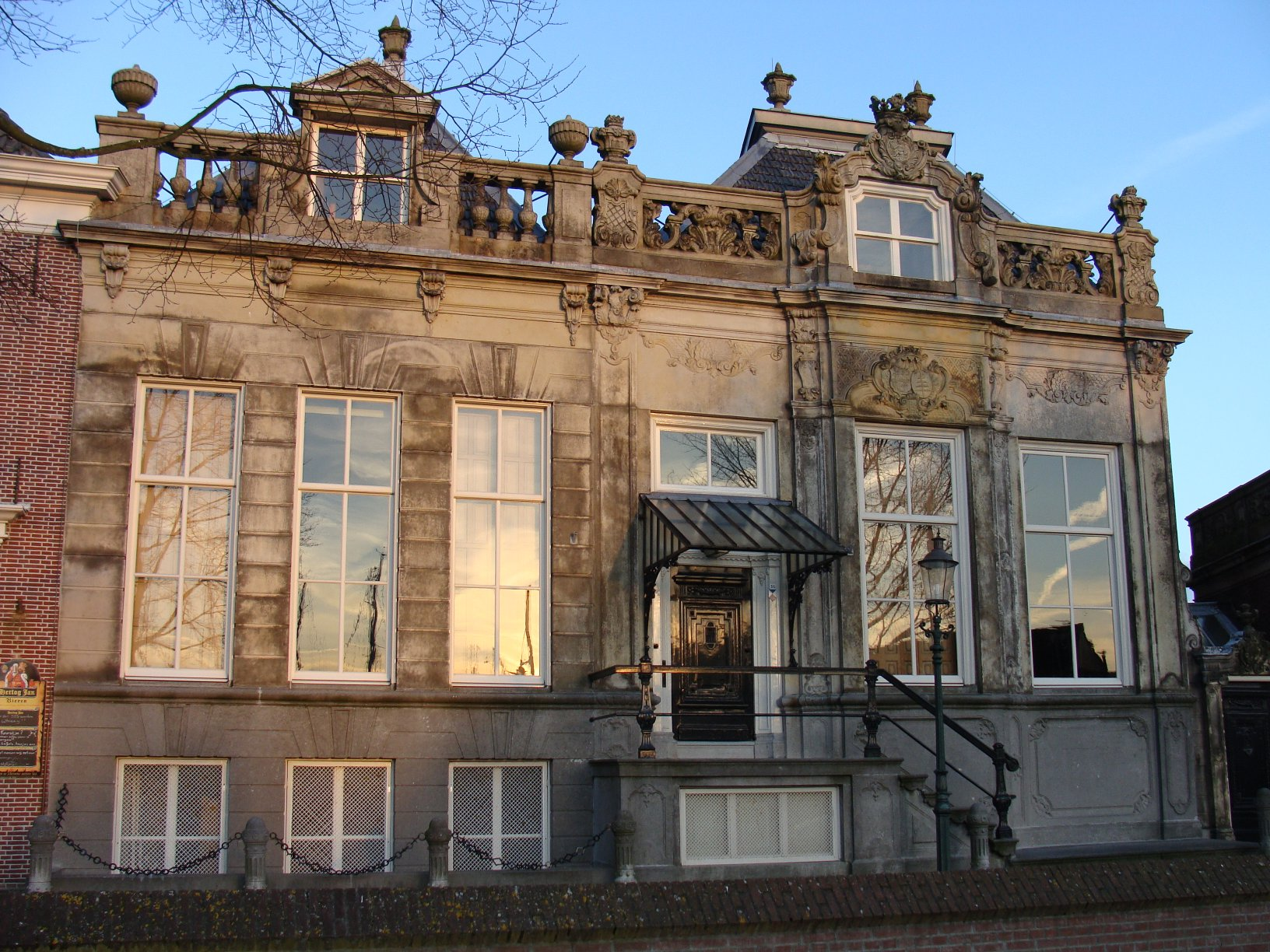
Het Snouck van Loosenhuis, voormalig woonhuis van de familie Snouck van Loosen

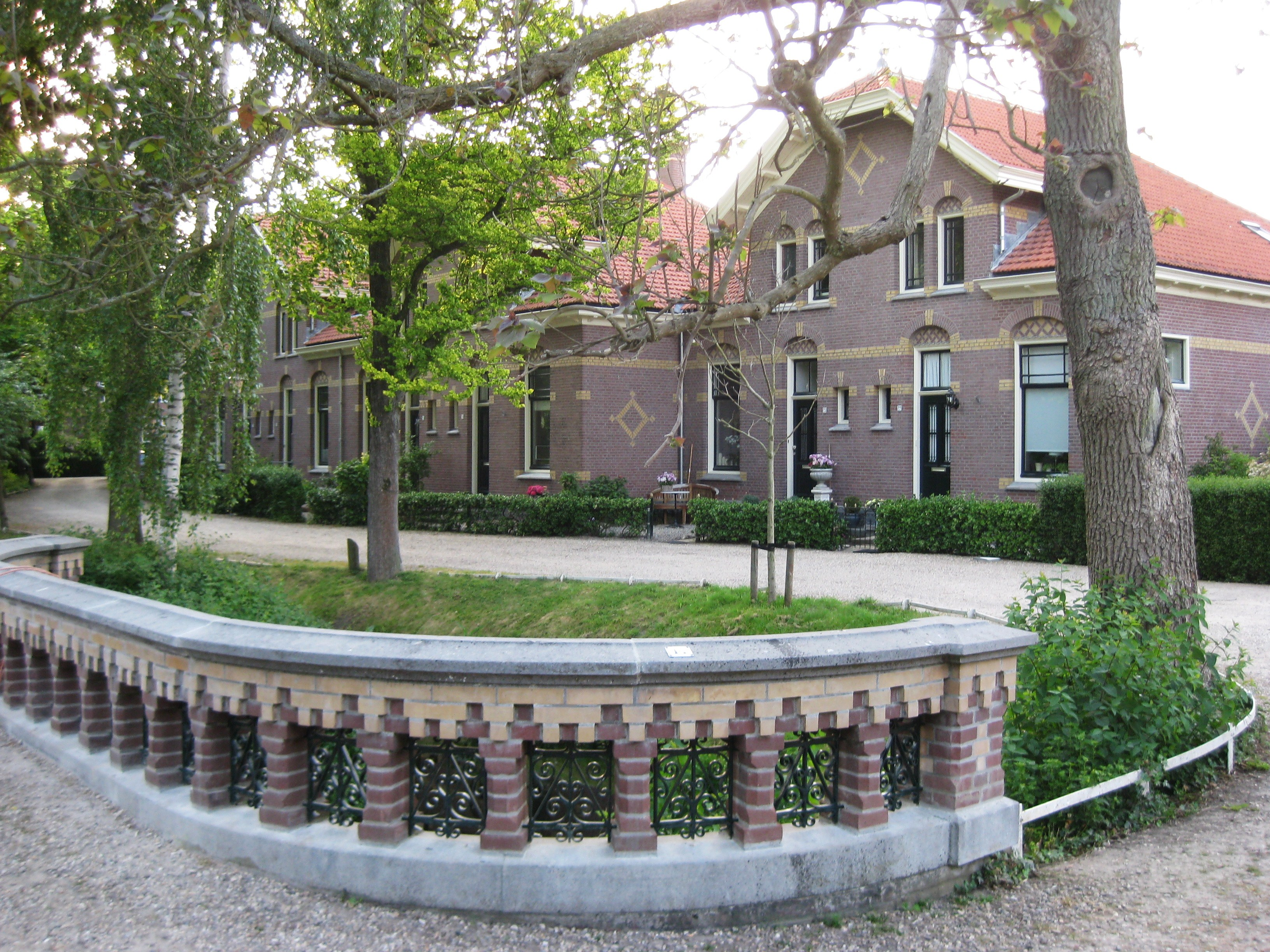
Woningbouw in het Snouck van Loosenpark

Het Snouck van Loosenfonds is een fonds gesticht na het overlijden van de laatste naamdrager van het geslacht, Margaretha Maria Snouck van Loosen (1807-1885).

## Geschiedenis
De stamvader van dit geslacht was Jacob Snoeck, stamvader van het deels adellijke geslacht Snoeck, die secretaris was van Gorinchem, wordt vermeld als laagdijk-heemraad van het Land van Arkel en in 1466 overleed.
De tak Snouck van Loosen ontstond door het huwelijk van de rijke erfgename Cornelia Petronella van Loosen (1772-1846) met marine-officier Samuël Snoeck (1766-1839). Hij voegde, na zijn huwelijk, de naam van zijn echtgenote van Loosen aan zijn eigen, overigens wel iets gewijzigde, naam toe. Vanaf dat moment ging hij zich dus Snouck van Loosen noemen. Zij kregen zes dochters, die geen van allen nakomelingen nalieten.

### Het Snouck van Loosenfonds
In 1885 overleed de laatste dochter Margaretha Maria Snouck van Loosen (1807-1885), die een vermogen van bijna negen miljoen gulden naliet. Het grootste deel van dit bedrag werd ondergebracht in een fonds, het Snouck van Loosenfonds. Twee aandelenmakelaars, de heren Wander Lakenman en Gerrit Wendelaar, werden aangesteld om het vermogen volgens vastgestelde regels te beheren tot heil van de Enkhuizer stadgenoten.
Uit deze nalatenschap kwamen verschillende initiatieven in Enkhuizen voort, met name het Snouck van Loosenziekenhuis (1900) en het Snouck van Loosenpark (1897) met 50 arbeiderswoningen. Het voormalige woonhuis van de familie Snouck van Loosen kwam in 1893 in gebruik als bejaardentehuis voor dames uit de gegoede stand en is tot 1998 in gebruik geweest. Alleen dit huis is nog in bezit van het Snouck van Loosenfonds. Het Snouck van Loosenpark is verkocht aan de gemeente Enkhuizen en het Snouck van Loosenziekenhuis is in 1975 gesloten als ziekenhuis, maar bleef als polikliniek voortbestaan.
Naast het park en het ziekenhuis heeft het fonds ook een boerderij aan het Westeinde laten bouwen. Hier speelde mogelijk ook een familiaire band, want Lakenman was een neef van de bewoner van de boerderij. De Snouck van Loosenboerderij werd aan het Westeinde 86 gebouwd in de zogenaamde chaletstijl. De architect van het park en het ziekenhuis, C.B. Posthumus Meyjes, heeft ook de boerderij ontworpen.

### De fondsbeheerders
De heer Wander Lakenman (Enkhuizen, 1845-Enkhuizen, 1908) had na de bouw van het prestigeproject Snouck van Loosenpark nog grotere plannen. Mede onder aansporing van zijn vrouw Maria Alida Huffmeijer (Nieuwer-Amstel, 1855-Enkhuizen, 1939), lid van het comité voor de bouw van een ziekenhuis, schakelde hij rond 1900 het fonds in bij de bouw van het Snouck van Loosenziekenhuis. Daarna was hij hoofdzakelijk bezig met eigen bankzaken onder de naam Weduwe S. (=Seger) Lakenman & Zoons Bank te Enkhuizen. Hij benoemde rond 1907 zijn schoonzoon, leraar wis- en natuurkunde aan de HBS te Enkhuizen, Marius Adrianus (Job) van Leeuwen (Arnhem, 1873-Enkhuizen, 1949) als zijn opvolger en tot beheerder van het Snouck van Loosenfonds. Deze was nog steeds directeur, toen de bank zich in 1936 tijdens de Grote Depressie genoodzaakt zag haar betalingen te staken en tot liquidatie over te gaan. Grote industriële bedrijven én kleine spaarders werden door dit faillissement ernstig gedupeerd. De nasleep van deze crisis was voor Enkhuizen rampzalig. Alle grote industrieën gingen te gronde; alleen de papierwarenfabriek heeft zich weten te handhaven.